# Gruppo di azione locale
Il gruppo di azione locale (GAL) è un partenariato locale composto da rappresentanti degli interessi socio-economici locali sia pubblici che privati la cui esistenza, i cui compiti e le cui finalità (favorire lo sviluppo locale di un'area rurale) sono previsti da norme europee.
Nel periodo di programmazione europea 2014-2020, le norme di riferimento sono gli articoli 32-35 del Regolamento UE 1303/2013, che disciplina i "fondi strutturali e di investimento europei - fondi SIE".
Il compito principale dei GAL è elaborare e attuare una strategia di sviluppo locale di tipo partecipativo, sostenuta da uno o più fondi europei.
Il principale fondo europeo di riferimento è il Fondo europeo agricolo per lo sviluppo rurale (FEASR).
I partenariati locali (i GAL) possono scegliere al loro interno un partner capofila per le questioni amministrative e  finanziarie,  oppure  riunirsi  in  una  struttura  comune  legalmente  costituita (associazione, società consortile, società cooperativa, ...).
I Gruppi di Azione Locale (GAL) sono stati previsti dall’ordinamento europeo a partire nell’iniziativa comunitaria LEADER, approvata all'inizio degli anni '90.
LEADER, dall'acronimo dal francese Liaison entre actions de développement de l'économie rurale (Collegamento tra azioni volte allo sviluppo delle economie rurali), è un approccio allo sviluppo locale nell’ambito  del  quale  i  partenariati  locali  pubblico-privati sono  uno  degli elementi costitutivi.

## Quadro normativo
Ai sensi dell'art. 32 del Reg. (UE) 1303/2013, lo sviluppo locale di tipo partecipativo è caratterizzato almeno dai seguenti elementi:
1. concentrato su territori subregionali specifici;
2. gestito da gruppi d'azione locali composti da rappresentanti degli interessi socio-economici locali sia pubblici che privati, nei quali, a livello decisionale, né le autorità pubbliche, quali definite conformemente alle norme nazionali, né alcun singolo gruppo di interesse rappresentano più del 49 % degli aventi diritto al voto;
3. attuato attraverso strategie territoriali di sviluppo locale integrate e multisettoriali;
4. concepito tenendo conto dei bisogni e delle potenzialità locali, comprendendo elementi innovativi nel contesto locale quali attività di creazione di reti e, se del caso, strutture di cooperazione.

Secondo i dati della Rete Rurale Nazionale (RRN) in  Italia  sono  stati  selezionati -per  il  periodo  di programmazione 2014-2020 dei Fondi Strutturali e di Investimento europei (Fondi SIE)- 199 Gruppi di Azione Locale (GAL) nell’ambito dei Programmi di Sviluppo Rurale (PSR) sostenuti dal Fondo europeo agricolo per lo sviluppo rurale (FEASR). 
I GAL attivi in tutta l’UE, secondo i dati della Rete europea per lo sviluppo rurale, sono più di 2.800.
Il database dei GAL europei è consultabile presso il sito istituzionale dell'UE.

## Inquadramento del Gruppo di Azione Locale nelle politiche pubbliche
Il GAL è, in sintesi, uno strumento di programmazione negoziata che riunisce tutti i potenziali attori dello sviluppo (quali sindacati, associazioni di imprenditori, imprese, comuni, ecc.) nella definizione di una politica "concertata".
La "programmazione concertata" non è però una creazione del diritto comunitario, ma è intimamente connessa alla storia politica italiana ed è un argomento di dottrina politica prima ancora che economico e giuridico, che risale ai congressi della Democrazia Cristiana degli anni '60 del '900 e che rimanda ai metodi della cosiddetta economia mista . 
Infatti lo strumento principale che orienta i GAL nell'esercizio delle loro funzioni è quello dei piani di sviluppo locale (ad es. strategie di sviluppo locale) i quali, con una impostazione formale rigidamente determinata dal diritto comunitario, a partire da una raccolta di dati economici fissano, tentando di coniugare i modelli economici con la negoziazione tra parti pubbliche e attori economici locali, strategie priorità e obiettivi generici e specifici.
Questa impostazione formalista del "Piano di sviluppo rurale" colloca tale strumento nel solco del cosiddetto "modello razionale-sinottico" delle politiche pubbliche, che ha la sua principale espressione nel cosiddetto "metodo della programmazione" (oltre che ad esempio anche nell'"analisi costi-benefici").